# Governo De Croo
Il Governo De Croo è stato il 98º governo federale del Belgio, in carica dal 1º ottobre 2020 al 3 febbraio 2025 (sebbene già dimissionario dal 10 giugno 2024).
Si trattava di un esecutivo di coalizione, guidato da Alexander De Croo e composto dai Liberali, dai Riformisti, dai Cristiano-Democratici, dai Socialisti (PS e sp.a.) e dai Verdi (Ecolo e Groen).

## Storia

### Formazione
La creazione del governo De Croo è avvenuta il 1º ottobre 2020, quasi 500 giorni dopo le elezioni federali belghe del maggio 2019, poiché la formazione del governo è stata, come nel 2010-11, un processo difficile. Il governo ha sostituito il governo Wilmès II, che era un governo temporaneo di minoranza istituito per gestire le conseguenze della pandemia di coronavirus.
Il Governo De Croo è sostenuto dalla cosiddetta Coalizione Vivaldi, dal nome del compositore Antonio Vivaldi per la sua opera Le quattro stagioni che corrisponde alle quattro diverse visioni politiche presenti in questa coalizione: i liberali (Open Vld e MR), i socialisti (sp.a e PS), i Verdi (Groen ed Ecolo) e i Democratici Cristiani di CD&V. In particolare, questo governo è un governo di minoranza nel gruppo linguistico fiammingo, poiché i due maggiori partiti politici nelle Fiandre fanno parte dell'opposizione: N-VA e VB. Altri partiti di opposizione sono i partiti francofoni LE (ex-cdH) e DéFI, e il PVDA-PTB, unico partito nazionale belga.

### Dimissioni
In seguito al risultato deludente del suo partito sia nelle elezioni parlamentari che in quelle europee, il 9 giugno 2024 Alexander De Croo ha annunciato le sue dimissioni dalla carica di Primo ministro, formalizzate il giorno successivo.

## Particolarità nella composizione dei ministeri
Poiché la Costituzione richiede un numero uguale di ministri fiamminghi e francofoni, a prescindere dal primo ministro, e poiché tutti i partiti altresì richiedono alcune posizioni, il numero di membri del governo è dovuto aumentare notevolmente, da 12 a 14 ministri, aggiungendo a questi ulteriori 5 segretari di Stato; questo ha portato ad un totale di 7 membri del governo in più rispetto al precedente governo Wilmès II e per via di ciò, solo tre ministri già presenti nel precedente governo sono rimasti nel gabinetto: il Primo ministro Alexander De Croo (che era Ministro della Cooperazione allo sviluppo, alla Finanza e alla Lotta contro le frodi fiscali), la precedente Prima ministra Sophie Wilmès, che sarebbe diventata Ministra degli Affari esteri, e David Clarinval, che da Ministro del Bilancio, del Servizio Civile, della Lotteria Nazionale e della Politica Scientifica, sarebbe passato ad essere Ministro della Classe media, delle PMI, delle Autostrade, dell'Agricoltura e degli Affari istituzionali.
Un gran numero di membri governativi, invece, erano relativamente sconosciuti al momento della loro nomina, poiché diversi partiti decisero di optare per volti nuovi invece di quelli più noti.
Un ritorno notevole è stato, infine, quello di Frank Vandenbroucke, già Ministro degli affari esteri, degli Affari sociali, del Lavoro e delle Pensioni tra il 1994 e il 2009, che, dopo un'assenza di nove anni dalla politica, sarebbe ritornato Ministro della Salute e degli Affari sociali.

## Compagine di governo

### Appartenenza politica
L'appartenenza politica dei membri del Governo alla sua formazione è stata la seguente:
| Partito | Partito                                  | Primo ministro | Ministri | Segretari di Stato | Totale |
| ------- | ---------------------------------------- | -------------- | -------- | ------------------ | ------ |
|         | Liberali e Democratici Fiamminghi Aperti | 1              | 1        | 1                  | 3      |
|         | Partito Socialista                       | -              | 3        | 1                  | 4      |
|         | Movimento Riformatore                    | -              | 2        | 1                  | 3      |
|         | Ecolo                                    | -              | 2        | 1                  | 3      |
|         | Cristiano-Democratici e Fiamminghi       | -              | 2        | 1                  | 3      |
|         | Vooruit                                  | -              | 2        | -                  | 2      |
|         | Verdi                                    | -              | 2        | -                  | 2      |
| Totale  | Totale                                   | 1              | 14       | 5                  | 20     |

### Provenienza geografica
La provenienza geografica dei membri del Governo alla sua formazione si poteva così riassumere:
| Regione            | Primo ministro | Ministri | Segretari di Stato | Totale |
| ------------------ | -------------- | -------- | ------------------ | ------ |
| Fiandre            | 1              | 7        | 1                  | 9      |
| Vallonia           | -              | 4        | 3                  | 7      |
| Bruxelles-Capitale | -              | 3        | 1                  | 4      |

### Sostegno parlamentare
| Camera                    | Collocazione | Gruppi Parlamentari                                                             | Seggi    |
| ------------------------- | ------------ | ------------------------------------------------------------------------------- | -------- |
| Camera dei rappresentanti | Maggioranza  | PS (19) - MR (14) - Ecolo (13) - CD&V (12) - VLD (12) - Vooruit (9) - Verdi (8) | 87 / 150 |
| Camera dei rappresentanti | Opposizione  | N-VA (24) - VB (18) - PVDA-PTB (12) - LE (5) - DéFI (2) - Indipendenti (2)      | 63 / 150 |

## Composizione
| Ministri                                                                                             | Ministri | Ministri                                                                | Ministri                                                 | Segretari di Stato |
| --- | -------- | ----------------------------------------------------------------------- | -------------------------------------------------------- | --- |
| Primo ministro                                                                                       |          |                                                                         | Alexander De Croo (Open Vld)                             | - Mathieu Michel (MR) Digitalizzazione, incaricato della semplificazione amministrativa, della privacy e dell'amministrazione edilizia Responsabile delle relazioni con il Parlamento |
| Vice primo ministro Economia e lavoro                                                                |          |                                                                         | Pierre-Yves Dermagne (PS)                                | - Thomas Dermine (PS) Rilancio economico e investimenti strategici, incaricato della politica scientifica                                                                             |
| Vice primo ministro                                                                                  |          |                                                                         | Sophie Wilmès (MR) (fino al 21/04/2022)                  | carica non assegnata |
| Vice primo ministro                                                                                  |          | David Clarinval (MR) (dal 21/04/2022)                                   |                                                          | carica non assegnata |
| Vice primo ministro Mobilità                                                                         |          |                                                                         | Georges Gilkinet (Ecolo)                                 | - Sarah Schlitz (Ecolo) fino al 26/04/2023 - Maria-Colline Leroy (Ecolo) dal 30/04/2023 Uguaglianza di genere, pari opportunità e diversità                                           |
| Vice primo ministro Finanze                                                                          |          |                                                                         | Vincent Van Peteghem (CD&V)                              | carica non assegnata |
| Vice primo ministro Affari sociali e sanità pubblica                                                 |          |                                                                         | Frank Vandenbroucke (Vooruit)                            | carica non assegnata |
| Vice primo ministro Pubblica amministrazione, imprese pubbliche, telecomunicazioni e servizi postali |          |                                                                         | Petra De Sutter (Groen)                                  | carica non assegnata |
| Vice primo ministro Giustizia e Mare del Nord                                                        |          |                                                                         | Vincent Van Quickenborne (Open Vld) (fino al 22/10/2023) | - Eva De Bleeker (Open Vld) fino al 18/11/2022 - Alexia Bertand (Open Vld) dal 18/11/2022 Budget e protezione dei consumatori                                                         |
| Vice primo ministro Giustizia e Mare del Nord                                                        |          | Paul Van Tigchelt (Open Vld) (dal 22/10/2023)                           |                                                          | - Eva De Bleeker (Open Vld) fino al 18/11/2022 - Alexia Bertand (Open Vld) dal 18/11/2022 Budget e protezione dei consumatori                                                         |
| Pensioni e integrazione sociale                                                                      |          |                                                                         | Karine Lalieux (PS)                                      | carica non assegnata |
| Difesa                                                                                               |          |                                                                         | Ludivine Dedonder (PS)                                   | carica non assegnata |
| Clima, ambiente, sviluppo sostenibile e Green deal                                                   |          |                                                                         | Zakia Khattabi (Ecolo)                                   | carica non assegnata |
| Interno, riforme istituzionali e rinnovamento democratico                                            |          |                                                                         | Annelies Verlinden (CD&V)                                | - Sammy Mahdi (CD&V) fino al 28/06/2023 - Nicole de Moor (CD&V) dal 28/06/2023 Asilo e immigrazione                                                                                   |
| Energia                                                                                              |          |                                                                         | Tinne Van der Straeten (Groen)                           | carica non assegnata |
| Affari esteri, affari europei, commercio internazionale ed istituzioni culturali federali            |          |                                                                         | Sophie Wilmès (MR) (fino al 21/04/2022)                  | carica non assegnata |
| Affari esteri, affari europei, commercio internazionale ed istituzioni culturali federali            |          | Alexander De Croo (Open Vld) ad interim (dal 21/04/2022 al 14/07/2022)  |                                                          | carica non assegnata |
| Affari esteri, affari europei, commercio internazionale ed istituzioni culturali federali            |          | David Clarinval (MR) ad interim (dal 21/04/2022 al 14/07/2022)          |                                                          | carica non assegnata |
| Affari esteri, affari europei, commercio internazionale ed istituzioni culturali federali            |          | Mathieu Michel (MR) ad interim (dal 21/04/2022 al 14/07/2022)           |                                                          | carica non assegnata |
| Affari esteri, affari europei, commercio internazionale ed istituzioni culturali federali            |          | Hadja Lahbib (MR) (dal 15/07/2022 al 30/11/2024)                        |                                                          | carica non assegnata |
| Affari esteri, affari europei, commercio internazionale ed istituzioni culturali federali            |          | Bernard Quintin (MR) (dal 30/11/2024)                                   |                                                          | carica non assegnata |
| Cooperazione allo sviluppo e politica delle grandi città                                             |          |                                                                         | Meryame Kitir (Vooruit) (fino al 18/10/2022)             | carica non assegnata |
| Cooperazione allo sviluppo e politica delle grandi città                                             |          | Frank Vandenbroucke (Vooruit) ad interim (dal 19/10/2022 al 16/12/2022) |                                                          | carica non assegnata |
| Cooperazione allo sviluppo e politica delle grandi città                                             |          | Caroline Gennez (Vooruit) (dal 17/12/2022 al 01/10/2024)                |                                                          | carica non assegnata |
| Cooperazione allo sviluppo e politica delle grandi città                                             |          | Frank Vandenbroucke (Vooruit) (dal 01/10/2024)                          |                                                          | carica non assegnata |